# Untertorturm

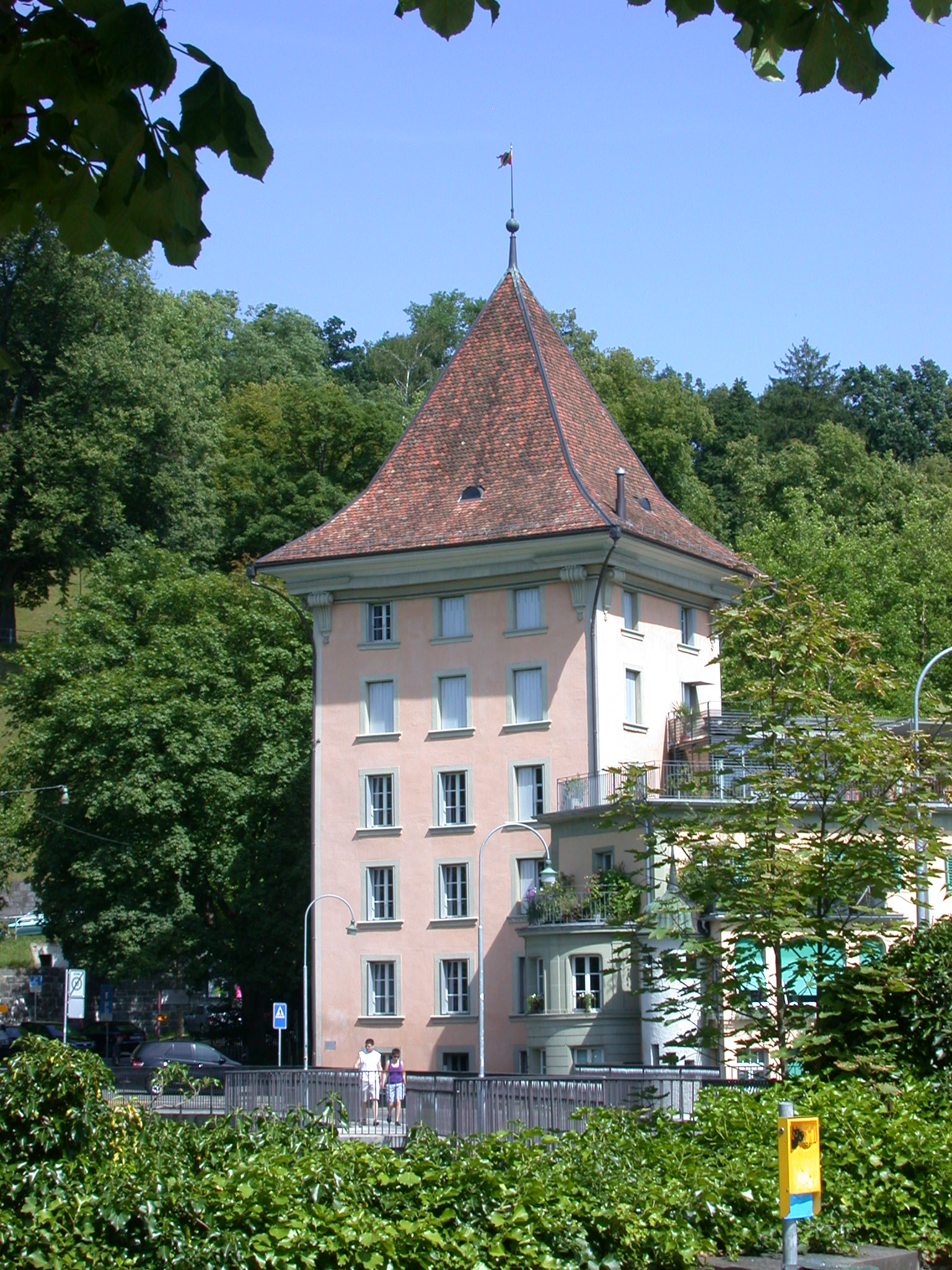
Untertorturm («Felsenburg») von Norden.

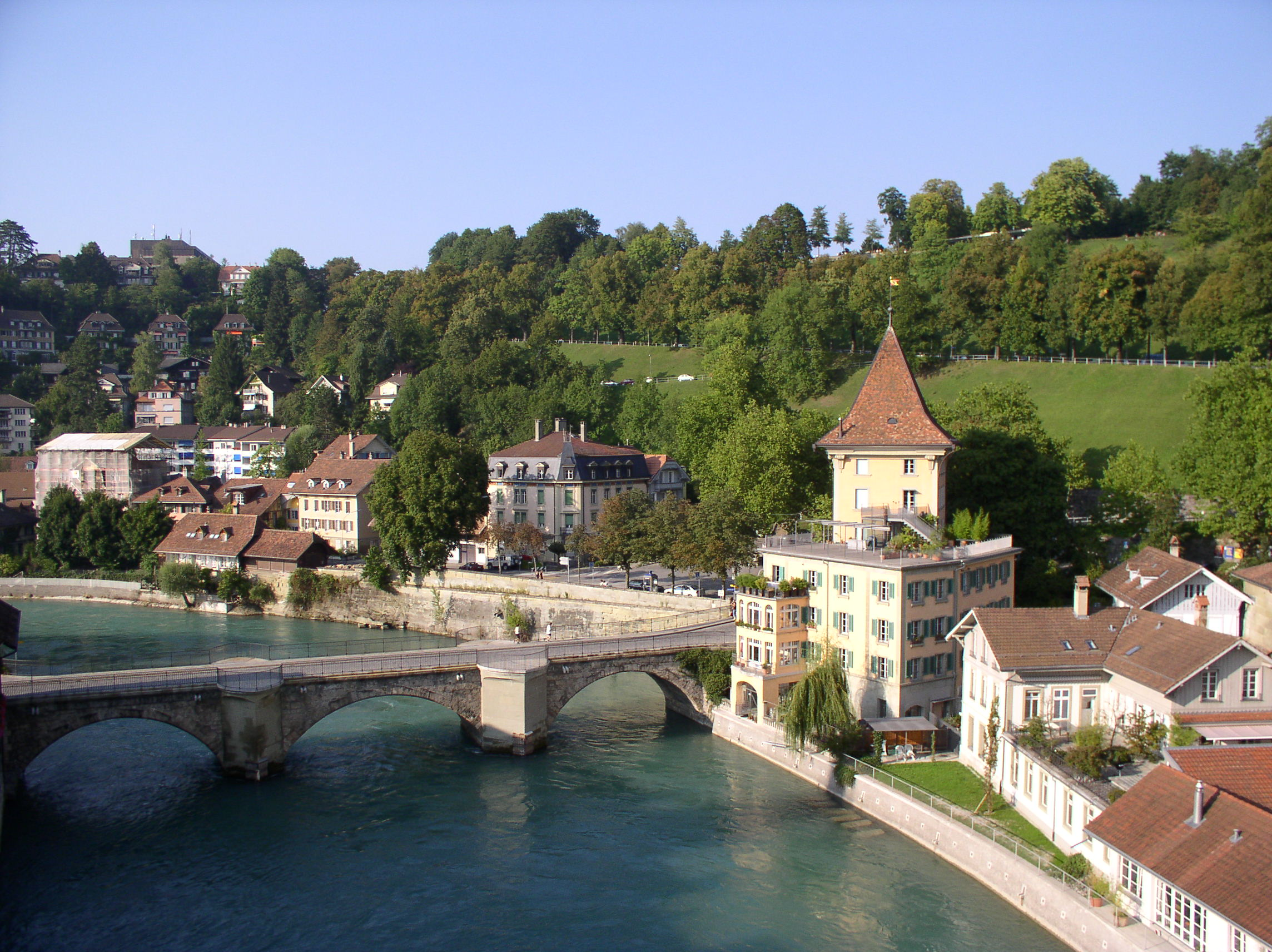
Untertorturm («Felsenburg») von Süden.

Das Untertor um 1830

Der Untertorturm, auch als Felsenburg bekannt, ist ein ehemaliger Torturm aus dem 13. Jahrhundert in Bern in der Schweiz. Er steht am Klösterlistutz 2 und 4.

## Geschichte
Um 1260 wurde der Turm als Bestandteil der Stadtverteidigung gebaut, 1335 wird er erstmals urkundlich erwähnt. 1583 wurde die Fassade stark verändert und der Turm verlor sein mittelalterliches Äusseres. Bis etwa 1630 verlief die Strasse aus der Stadt durch das Tor neben dem Turm.
1764 wurde der Turm erneut umgebaut und erhielt das noch heute sichtbare Zeltdach. Später verlor er seine wehrtechnische Bedeutung. 1862 wurde er in private Hände verkauft und zum Wohnhaus umgebaut. Unter anderem wurden der Burggraben aufgefüllt, der barocke Triumphbogen abgebrochen, ein Treppenhaus angebaut und mehrere Fensteröffnungen ausgebrochen.
Zwischen 2000 und 2002 wurde der Turm auf Kosten der Burgergemeinde Bern aufwendig restauriert. Seit dem späten 19. Jahrhundert wird der Untertorturm romantisierend Felsenburg genannt.